# Municipio de Junction (Kansas)
El municipio de Junction (en inglés: Junction Township) es un municipio ubicado en el condado de Osage en el estado estadounidense de Kansas. En el año 2010 tenía una población de 1197 habitantes y una densidad poblacional de 9,28 personas por km².

## Geografía
El municipio de Junction se encuentra ubicado en las coordenadas 38°40′48″N 95°33′44″O / 38.68000, -95.56222. Según la Oficina del Censo de los Estados Unidos, el municipio tiene una superficie total de 129.04 km², de la cual 128,94 km² corresponden a tierra firme y (0,08 %) 0,1 km² es agua.

## Demografía
Según el censo de 2010, había 1197 personas residiendo en el municipio de Junction. La densidad de población era de 9,28 hab./km². De los 1197 habitantes, el municipio de Junction estaba compuesto por el 98,16 % blancos, el 0,17 % eran amerindios, el 0,17 % eran asiáticos, el 0,33 % eran de otras razas y el 1,17 % eran de una mezcla de razas. Del total de la población el 1,17 % eran hispanos o latinos de cualquier raza.